# Dasyphleps novaeguineae
Dasyphleps novaeguineae är en insektsart som först beskrevs av Wilhem de Haan 1842.  Dasyphleps novaeguineae ingår i släktet Dasyphleps och familjen vårtbitare. Inga underarter finns listade i Catalogue of Life.